# Joachim Nusser
Joachim Nusser (* 10. Juli 1931 in Eisenach) ist ein deutscher Grafiker, Zeichner und Maler und war Hochschullehrer.

## Leben und Werk
Nusser absolvierte eine Ausbildung zum Keramikmodelleur und besuchte dazu von 1947 bis 1949 die Staatliche Industrieschule Sonneberg, an der vorwiegend Modelleure und Gestalter für die Spielzeug- und Keramikindustrie ausgebildet wurden, die heutige Fachschule für Technik und Gestaltung. Danach arbeitete er in Sonneberg als Gebrauchswerber. Von 1951 bis 1956 studierte er bei Hans Mayer-Foreyt und Heinz Völkel an der Hochschule für Grafik und Buchkunst (HGBK) Leipzig. Er schloss als Diplom-Grafiker ab. Anschließend leistete er freiwillig Dienst bei der NVA. Von 1959 bis 1962 hatte er an der HGBK eine Aspirantur. Von 1962 bis 1968 arbeitete er in Leipzig als freischaffender Künstler. Von 1961 bis 1987 war er auch Lehrbeauftragter an der Abendakademie der HGBK und ab 1976 Direktor für Studienangelegenheiten der HGBK. Ab 1979 hatte er dort eine Dozentur und von 1987 bis zum Eintritt in den Ruhestand 1991 eine Dozentur an der Abendakademie.
Nusser lebt in Sonneberg. Ab 1992 war er dort Lehrbeauftragter an der Fachschule für Technik und Gestaltung.
Neben seiner beruflichen Tätigkeit und auch nach dem Eintritt in den Ruhestand betätigte und betätigt sich Nusser als Zeichner, Grafiker und Maler. Er illustrierte u. a. mehrere sportdidaktische Bücher des Klett Schulbuchverlags Leipzig.
Nusser ist seit 1955 mit Annemarie Nusser verheiratet.

## Mitgliedschaften
- 1956 bis 1990: Verband Bildender Künstler der DDR
- 1990 bis 1991: Mitglied des Bunds Bildender Künstlerinnen und Künstler Leipzig

## Werke (Auswahl)
- Waffenbrüderschaft (1976, Lithografie, 23 × 44 cm)[1]

- Felsen bei Zozopol (1978, Farblithografie, Blatt 37,7 × 50,1 cm)[2]

## Ausstellungen (mutmaßlich unvollständig)
- 1979: Greifswald, Greifengalerie (mit Klaus Nusser)
- 1981: Leipzig, Klubgalerie des G.-W. Leibniz-Klubs (Grafik und Zeichnungen)[3]

### Teilnahme an zentralen und wichtigen regionalen Ausstellungen in der DDR
- 1956 bis 1985: Leipzig, acht Bezirkskunstausstellungen
- 1958 und 1967/1968: Dresden, Vierte und VI. Deutsche Kunstausstellung
- 1963 und 1969: Leipzig, Messehaus am Markt („Kunst und Sport“)
- 1965: Leipzig, Museum der Bildenden Künste („500 Jahre Kunst in Leipzig“)
- 1971: Leipzig (Internationale Buchkunstaustellung)
- 1975: Altenburg/Thüringen, Lindenau-Museum („Lithografie im Bezirk Leipzig“)
- 1977: Leipzig („Leipziger Illustratoren und ihre Bücher“)
- 1981: Dresden, Ausstellungszentrum am Fučík-Platz („25 Jahre NVA“)
- 1982: Leipzig („10 Jahre Leipziger Grafikbörse“)
- 1986: Cottbus, Staatliche Kunstsammlung („Soldaten des Volkes - dem Frieden verpflichtet. Kunstausstellung zum 30. Jahrestag der Nationalen Volksarmee.“)
- 1989: Leipzig („225 Jahre HGBK“)